# شركة كوريا للتبغ والجينسنغ
شركة كوريا للتبغ والجينسنغ ( (الكورية: 주식회사 케이티앤지) (المعروفة أيضًا باسم Korea Tobacco & Ginseng ، والمعروفة أيضًا باسم كوريا الغد & العالمية ، هي شركة التبغ الرائدة في كوريا الجنوبية بمبيعات سنوية تتجاوز 4 مليارات دولار أمريكي. كانت الشركة في الأصل شركة احتكارية مملوكة للحكومة ، ولكن تم خصخصتها، وهي اليوم شركة عامة تُتداول أسهمها، وتتنافس على حصة السوق مع شركات تبغ دولية أخرى مثل فيليب موريس إنترناشيونال وبرتيش أمريكان توباكو وتبغ اليابان . بلغت حصة مبيعات الشركة 62% من السوق الكورية في عام 2009. 
تمتلك الشركة أيضًا شركات تابعة مهمة، مثل شركة كوريا جينسنغ ، وشركة يونغجين فارم (شركة أدوية)، والعديد من المشاريع البيولوجية. يقع مقرها الرئيسي في دايجون .

## أنظر أيضاً
- التدخين في كوريا الجنوبية

## روابط خارجية
- الموقع الرسمي

نصنيف:شركات التبغ